# Jaroslav Borovička
Jaroslav Borovička (26. listopadu 1931, Praha – 29. prosince 1992) byl český fotbalista, útočník, československý reprezentant, držitel stříbrné medaile z mistrovství světa v Chile roku 1962.

## Fotbalová kariéra
Za československou reprezentaci odehrál 21 zápasů a vstřelil dva góly. Zúčastnil se mistrovství světa roku 1958 ve Švédsku, největšího úspěchu však dosáhl na mistrovství v Chile, kde tehdejší Československo skončilo na 2. místě. Byl v kádru mužstva, do bojů však přímo nezasáhl.
Ligovou kariéru začal v pražské Spartě, většinu kariéry však prožil v Dukle Praha. V Dukle získal 6 mistrovských titulů (1953, 1956, 1958, 1961, 1962, 1963) a jednou vyhrál Československý pohár (1961), se Spartou získal mistrovský titul v roce 1952. V československé lize nastoupil v 264 ligových utkáních a dal v nich 77 gólů. V Poháru mistrů evropských zemí nastoupil ve 12 utkáních a dal 1 gól.

## Ligová bilance
| Ročník                                     | Zápasy | Góly | Klub                   |
| ------------------------------------------ | ------ | ---- | ---------------------- |
| Celostátní československé mistrovství 1950 | -      | 7    | Bratrství Sparta       |
| Mistrovství československé republiky 1951  | -      | 9    | ČKD Sokolovo Praha     |
| Mistrovství československé republiky 1952  | -      | 6    | Spartak Praha Sokolovo |
| Přebor československé republiky 1953       | 13     | 3    | ÚDA Praha              |
| Přebor československé republiky 1954       | 18     | 1    | ÚDA Praha              |
| Přebor československé republiky 1955       | 14     | 5    | ÚDA Praha              |
| 1. československá fotbalová liga 1956      | 22     | 7    | Dukla Praha            |
| 1. československá fotbalová liga 1957/1958 | 29     | 12   | Dukla Praha            |
| 1. československá fotbalová liga 1958/1959 | 21     | 2    | Dukla Praha            |
| 1. československá fotbalová liga 1959/1960 | 22     | 5    | Dukla Praha            |
| 1. československá fotbalová liga 1960/1961 | 24     | 8    | Dukla Praha            |
| 1. československá fotbalová liga 1961/1962 | 21     | 10   | Dukla Praha            |
| 1. československá fotbalová liga 1962/1963 | 17     | 3    | Dukla Praha            |
| CELKEM 1. liga                             | 264    | 77   |                        |